# Бірюк Наталія Миколаївна
Бірюк Наталія Миколаївна (нар. 6 січня 1988, село Петропавлівська Борщагівка, Києво-Святошинський район Київської області) — українська боксерка, майстер спорту України міжнародного класу з боксу, чемпіонка Європи з боксу в 2011 році в Роттердамі, багаторазова чемпіонка України з боксу, член національної збірної України.

## Життєпис
Наталія Миколаївна Бірюк народилася 6 січня 1988 року в селі Петропавлівська Борщагівка на Київщині. Здобула освіту в Київському індустріальному коледжі. Потім навчалась у Національній академії внутрішніх справ, а також у Національному університеті кораблебудування імені адмірала Макарова.

## Спортивна кар'єра
Почала спортивну кар'єру 1998 року у віці 10 років. Вже 2000 року зайняла спочатку перше місце на чемпіонаті з кік-боксингу (Київ), а після перше місце на чемпіонаті України з кік-боксингу (Київ) і перше місце на чемпіонаті України з тайського боксу (Севастополь, Україна). З 2001 року по 2004 роки Наталія Бірюк багато разів перемогала на чемпіонатах України з кік-боксингу, тайського боксу, а також в Кубку України «турнір найсильніших» з тайського боксу. З 2004 року по 2007 рік Наталія Бірюк була переможницею Кубка світу з кік-боксингу (Ялта, Україна). З 2004 року по 2008 рік — багаторазова чемпіонка України з тайського боксу, входила до національної збірної України.
2005 року Наталії Бірюк було присвоєно звання майстра спорту України з кік-боксингу. 2006 і 2007 року Наталія Бірюк стала бронзовою призеркою чемпіонату світу з тайського боксу (Бангкок, Таїланд). У червні 2008 року вона стала чемпіонкою Європи з тайського боксу (Польща), а в жовтні — чемпіонкою світу з тайського боксу (Бусан, Південна Корея). У тому ж році їй присвоєно звання майстра спорту України міжнародного класу.
2009 року Наталія Бірюк стала чемпіонкою кубка Європи з кік-боксингу у розділі лоу-кік (Болгарія), а 2010 року — виграла чемпіонат Європи з кік-боксингу в розділі К-1 (Баку, Азербайджан) . 2010 року стала чемпіонкою України з боксу в категорії до 57 кг і увійшла до складу національної збірної. 2011 року перемогла на чемпіонаті Європи з боксу (Роттердам, Нідерланди), їй присвоєно звання майстер спорту України міжнародного класу з боксу.

## Тренерський штаб
Наталія Бірюк тренується під керівництвом заслуженого тренера України Максима Анатолійовича Лахманюка. Тренером клубу, в якому виступає спортсменка, є заслужений тренер України Микола Петрович Хаджіогло .